# Drosera leucoblasta
Drosera leucoblasta es una especiede planta carnívora perteneciente a la familia Droseraceae que es originaria de Australia.

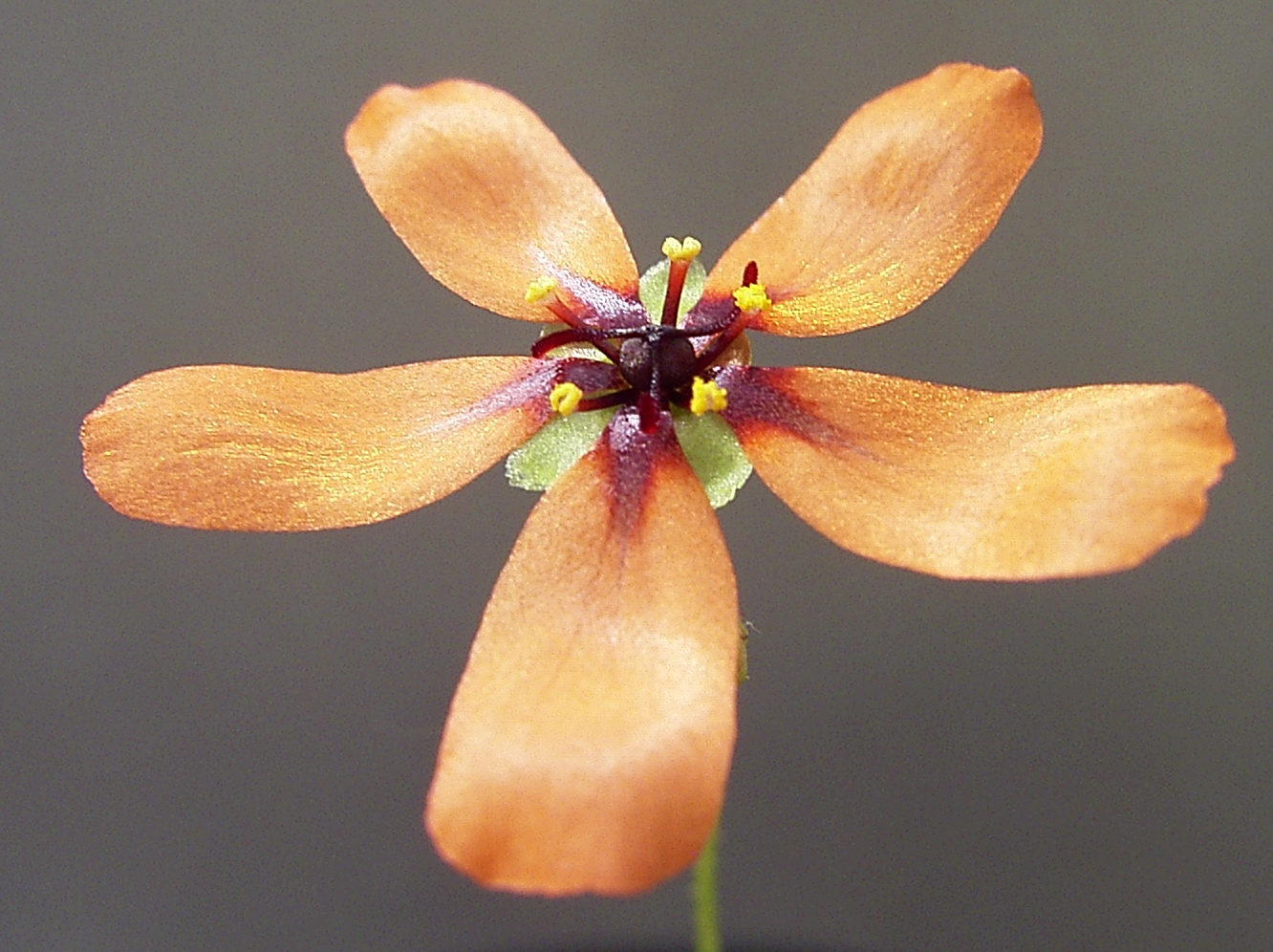
Flor

## Descripción
Drosera leucoblasta es una planta perenne herbácea. Forma una roseta plana compacta de hojas horizontales con un diámetro de aproximadamente 2 cm. El eje es de 3 mm de largo y cubierto sólo con pocas o sin hojas marchitas de la temporada anterior. Las estípulas ovadas, son suaves, de 7 mm de largo y 4 mm de diámetro en la base. Las estípulas en sí son de 4 mm de largo, 3.5 mm de ancho y de tres lóbulos. El lóbulo medio se divide en 3 segmentos. Las láminas de las hojas son aproximadamente circulares y de hasta 2,2 mm de diámetro. Las glándulas de tentáculos más largos se encuentran en el borde, las más cortas en el interior. La parte inferior es glabra. Los pecíolos son de hasta 5 mm de largo, 0.7 mm de ancho en la base y va disminuyendo hasta 0,6 mm en la lámina de la hoja . Son lanceoladas y ocupado con algunas glándulas.
La floración se produce en el período de octubre a noviembre. El tallo, raramente dos, de las flores son de hasta 12 cm de largo y surgen en la base, esta más densamente ocupada hacia la punta con diminutos pelos. La inflorescencia con 6 a 9 flores de aproximadamente 1,5 mm con pedículos largos. Los sépalos cons forma de huevo inversos  son de 3 mm de largo y 1.8 mm de ancho. Los bordes son lisos y ligeramente entallado en la punta. La superficie está cubierta con algunas glándulas cilíndricas, de cabeza roja, de color naranja en la base, de color marrón rojizo los pétalos que son oblongas, como los dedos de cuña de la base de 10 mm de largo y 6 mm de ancho.  

## Taxonomía
Drosera leucoblasta fue descrita por George Bentham y publicado en Flora Australiensis: a description . . . 2: 458. 1864.
leucoblasta: epíteto
Sinonimia
- Drosera miniata Diels[2][3]